# Les Eyre
Les Eyre (7 tháng 1 năm 1922 – 19 tháng 11 năm 1991) là một cầu thủ bóng đá sinh ra ở Ilkeston, Derbyshire, Anh và thi đấu cho Norwich City.
Eyre thi đấu 201 trận cho Canaries, ghi 69 bàn từ năm 1946 đến năm 1951. Sự bứt phá của ông giúp ông trở thành một trong những chân sút ghi nhiều bàn nhất mọi thời đại của Norwich (xem List of Norwich City F.C. club records) và giành một vị trí trong đề cử của người hâm mộ trong Đại sảnh Danh vọng Norwich City.